# کاشیانی
کاشیانی (به لاتین: Kashiani) یک منطقهٔ مسکونی در بنگلادش است که در ناحیه گوپال‌گنج واقع شده‌است. کاشیانی ۲۹۹٫۶۴ کیلومتر مربع مساحت و ۲۰۷٬۶۱۵ نفر جمعیت دارد.